# Чемпионат мира по конькобежному спорту среди юниоров
Чемпионат мира по конькобежному спорту среди юношей — ежегодное соревнование по конькобежному спорту, которое проводится Международным союзом конькобежцев (ИСУ) с 1974 года. Для участия в чемпионате спортсмену на 1 июля предыдущего года должно быть меньше 19 лет.

## История
В 1971 году ИСУ решил проводить чемпионаты мира среди юниоров. На первых соревнованиях проводившихся в тестовом режиме в 1972 и 1973 годах, участие принимали только юноши. Первый официальный чемпионат, на котором участвовали и юноши и девушки прошёл в 1974 году в Кортина-д’Ампеццо. Юноши бегали дистанции 500, 1500, 3000 и 5000 метров, девушки 500, 1000, 1500 и 3000 метров. Победитель определяется по сумме очков, набранных на четырёх дистанциях. В 2002 году в регламент была добавлена командная гонка преследования. В 2009 году регламент был изменён: в рамках чемпионата одновременно разыгрываются награды как в классическом многоборье, так и на отдельных дистанциях — в том числе, в командной гонке. Для юношей дистанции 2х500, 1000, 1500 и 5000 метров, для девушек 2х500, 1000, 1500 и 3000 метров. В 2010 году были введены квалификационные нормативы, которые давали право на участие в чемпионате.
С 2015 года проводятся соревнования в масс-старте и командном спринте. А с 2025 года и в смешанной эстафете.

## Призёры чемпионатов

### Юноши

#### Малое многоборье
| Год  | Место               | Золото                          | Серебро                         | Бронза                          |
| 1972 | Лислебю             | Юрий Кондаков                   | Николай Кузьменко               | Терье Андерсен                  |
| 1973 | Ассен               | Ян Хейда                        | Николай Кузьменко               | Кай Арне Стенсхеммет            |
| 1974 | Кортина-д’Ампеццо   | Манфред Винтер                  | Ян де Врис                      | Ян Миентус                      |
| 1975 | Стрёмсунд           | Масаюки Кавахара                | Ян де Врис                      | Йоп Пасман                      |
| 1976 | Мадонна-ди-Кампильо | Ли Ёнха                         | Эрик Хайден                     | Ян де Врис                      |
| 1977 | Инцель              | Эрик Хайден                     | Ян Юнелль                       | Хилберт ван дер Дёйм            |
| 1978 | Монреаль            | Эрик Хайден                     | Виталий Зазерский               | Том Эрик Оксхольм               |
| 1979 | Гренобль            | Томас Густафсон                 | Андреас Эриг                    | Крейг Кресслер                  |
| 1980 | Ассен               | Томас Густафсон                 | Крейг Кресслер                  | Сергей Березин                  |
| 1981 | Эльверум            | Бьёрн Нюланд                    | Жан Пишетт                      | Йёрг Мадеман                    |
| 1982 | Инсбрук             | Геир Карлстад                   | Игорь Железовский               | Жан Пишетт                      |
| 1983 | Сараево             | Андрей Бобров                   | Вячеслав Видов                  | Хансьёрг Бальтес                |
| 1984 | Ассен               | Валерий Гук                     | Александр Климов                | Бронислав Снетков               |
| 1985 | Рёрус               | Валерий Гук                     | Ильдар Гараев                   | Бронислав Снетков               |
| 1986 | Сент-Фуа            | Бронислав Снетков               | Ильдар Гараев                   | Такуя Накамура                  |
| 1987 | Стрёмсунд           | Масахико Омура                  | Наоки Котакэ                    | Михель Шпильман                 |
| 1988 | Сеул                | Михель Шпильман                 | Кор-Ян Смюлдерс                 | Наоки Котакэ                    |
| 1989 | Киев                | Андрей Ануфриенко               | Ринтье Ритсма                   | Наоки Котакэ                    |
| 1990 | Обихиро             | Фалько Зандстра                 | Одне Сёндрол                    | Арьян Схёдер                    |
| 1991 | Калгари             | Фалько Зандстра                 | Сергей Барышев                  | Кэйдзи Сирахата                 |
| 1992 | Варшава             | Ерун Стратхоф                   | Хироюки Ноакэ                   | Якко Ян Леуванг                 |
| 1993 | Базельга-ди-Пине    | Брайан Смит                     | Идс Постма                      | Кэйдзи Сирахата                 |
| 1994 | Берлин              | Ян Бос                          | Марко Крамер                    | Синъя Танака                    |
| 1995 | Сейняйоки           | Боб Де Йонг                     | Марк Кнолл                      | Юсукэ Имаи                      |
| 1996 | Калгари             | Боб Де Йонг                     | Марк Кнолл                      | Мицуру Ватанабэ                 |
| 1997 | Бьютт               | Елмер Бёленкамп                 | Андре Врёгденхил                | Гейс Бёйтелар                   |
| 1998 | Розвилл             | Дмитрий Шепель                  | Марк Тёйтерт                    | Бьярне Риккье                   |
| 1999 | Йейтхус             | Марк Тёйтерт                    | Юри Солингер                    | Чхве Джэбон                     |
| 2000 | Сейняйоки           | Йохан Рёйлер                    | Такахару Накадзима              | Ян Фризингер                    |
| 2001 | Гронинген           | Синго Дои                       | Мун Джун                        | Ё Санъёп                        |
| 2002 | Коллальбо           | Беорн Нейенхёйс                 | Иван Скобрев                    | Ремко Олде Хёвел                |
| 2003 | Кусиро              | Ремко Олде Хёвел                | Роберт Леман                    | Ли Сынхван                      |
| 2004 | Розвилл             | Джастин Варсилевич              | Свен Крамер                     | Ё Санъёп                        |
| 2005 | Сейняйоки           | Свен Крамер                     | Ваутер Олде Хёвел               | Хавард Бокко                    |
| 2006 | Эрфурт              | Хавард Бокко                    | Ваутер Олде Хёвел               | Синго Хасибами                  |
| 2007 | Инсбрук             | Шурд де Врис                    | Тим Рулофсен                    | Тревор Марсикано                |
| 2008 | Чанчунь             | Ян Блокхёйсен                   | Кун Вервей                      | Берден де Врис                  |
| 2009 | Закопане            | Кун Вервей                      | Джонатан Кук                    | Брайан Хансен                   |
| 2010 | Москва              | Кун Вервей                      | Брайан Хансен                   | Антуан Желина-Больё             |
| 2011 | Сейняйоки           | Сверре Лунде Педерсен           | Симен Шпилер Нильсен            | Кристиан Реистад Фредриксен     |
| 2012 | Обихиро             | Сверре Лунде Педерсен           | Томас Крол                      | Симен Шпилер Нильсен            |
| 2013 | Коллальбо           | Со Джонсу                       | Симен Шпилер Нильсен            | Андреа Джованнини               |
| 2014 | Бьюгн               | Патрик Руст                     | Виллем Холверф                  | Эмери Леман                     |
| 2015 | Варшава             | Патрик Руст                     | Ким Минсок                      | Марсел Боскер                   |
| 2016 | Чанчунь             | Бенджамин Доннелли              | Ким Минсок                      | Марсел Боскер                   |
| 2017 | Хельсинки           | Крис Хёйзинга                   | Аллан Даль Йоханссон            | Тайсон Лангелар                 |
| 2018 | Солт-Лейк-Сити      | Аллан Даль Йоханссон            | Тайсон Лангелар                 | Франческо Бетти                 |
| 2019 | Базельга-ди-Пине    | Чон Чжэ Вон                     | Степан Чистяков                 | Франческо Бетти                 |
| 2020 | Томашув-Мазовецки   | Степан Чистяков                 | Чон Чжэ Вон                     | Павел Таран                     |
| 2021 | Коллальбо           | отменён из-за пандемии COVID-19 | отменён из-за пандемии COVID-19 | отменён из-за пандемии COVID-19 |
| 2022 | Инсбрук             | Юп Веннемарс                    | Тим Принс                       | Эмил Педерсен Матре             |
| 2023 | Инцелль             | Джордан Штольц                  | Ян Хо Чжун                      | Тим Принс                       |
| 2024 | Хатинохе            | Дидрик Энг Странд               | Финн Зоннекальб                 | Финн Элиас Ханеберг             |
| 2025 | Коллальбо           | Финн Зоннекальб                 | Методей Йилек                   | Дидрик Энг Странд               |

#### 500 м
| Год  | Место             | Золото                          | Серебро                         | Бронза                          |
| ---- | ----------------- | ------------------------------- | ------------------------------- | ------------------------------- |
| 2009 | Закопане          | Митчел Уитмор                   | Ричард Макленнан                | Гийом Блез-Дюфур                |
| 2010 | Москва            | Артур Ногаль                    | Ричард Макленнан                | Алексей Бондарчук               |
| 2011 | Сейняйоки         | Ким Сонгю                       | Лоран Дюбрёй                    | Цубаса Хасэгава                 |
| 2012 | Обихиро           | Лоран Дюбрёй                    | Цубаса Хасэгава                 | Ким Уджин                       |
| 2013 | Коллальбо         | Цубаса Хасэгава                 | Им Джунхон                      | Ким Джун Хо                     |
| 2014 | Бьюгн             | Кай Вербей                      | Такуя Гото                      | Дай Дай Нтаб                    |
| 2015 | Варшава           | Ким Джун Хо                     | Ян Фань                         | Патрик Руст                     |
| 2016 | Чанчунь           | Игнат Головатюк                 | Кристофер Фиола                 | Ян Тао                          |
| 2017 | Хельсинки         | Коки Кубо                       | Сун Сюэфэн                      | Руслан Захаров                  |
| 2018 | Солт-Лейк-Сити    | Чон Чжэ Ун                      | Тораи Исикава                   | Коки Кубо                       |
| 2019 | Базельга-ди-Пине  | Коки Кубо                       | Артём Арефьев                   | Кацухиро Карацубо               |
| 2020 | Томашув-Мазовецки | Кацухиро Карацубо               | Артём Арефьев                   | Ватару Морисигэ                 |
| 2021 | Коллальбо         | отменён из-за пандемии COVID-19 | отменён из-за пандемии COVID-19 | отменён из-за пандемии COVID-19 |
| 2022 | Инсбрук           | Юп Веннемарс                    | Ниль Льоп                       | Юта Хироси                      |
| 2023 | Инцелль           | Джордан Штольц                  | Исса Гунджи                     | Тим Принс                       |
| 2024 | Хатинохе          | Ку Кён Мин                      | Юта Хироси                      | Исса Гунджи                     |
| 2025 | Коллальбо         | Джален Доан                     | Фуга Цудзимото                  | Финн Зоннекальб                 |

#### 1000 м
| Год  | Место             | Золото                          | Серебро                         | Бронза                          |
| ---- | ----------------- | ------------------------------- | ------------------------------- | ------------------------------- |
| 2009 | Закопане          | Ян Дальдосси                    | Джонатан Кук                    | Роман Креч                      |
| 2010 | Москва            | Брайан Хансен                   | Ричард Макленнан                | Кун Вервей                      |
| 2011 | Сейняйоки         | Ким Сонгю                       | Томми Пулли                     | Маурисе Вринд                   |
| 2012 | Обихиро           | Ховар Лорентсен                 | Томми Пулли                     | Лоран Дюбрёй                    |
| 2013 | Коллальбо         | Им Джунхон                      | Кай Вербей                      | Леннарт Велема                  |
| 2014 | Бьюгн             | Кай Вербей                      | Армин Хагер                     | Таро Кондо                      |
| 2015 | Варшава           | Ян Фань                         | Патрик Руст                     | Станислав Палкин                |
| 2016 | Чанчунь           | Бенджамин Доннелли              | Ким Минсок                      | Мартен Лийв                     |
| 2017 | Хельсинки         | Аллан Даль Йоханссон            | Коки Кубо                       | Тайсон Лангелар                 |
| 2018 | Солт-Лейк-Сити    | Коки Кубо                       | Аллан Даль Йоханссон            | Чон Чжэ Ун                      |
| 2019 | Базельга-ди-Пине  | Янно Ботман                     | Чон Чжэ Вон                     | Степан Чистяков                 |
| 2020 | Томашув-Мазовецки | Педер Конгсхёуг                 | Чо Сан Хёк                      | Кацухиро Карацубо               |
| 2021 | Коллальбо         | отменён из-за пандемии COVID-19 | отменён из-за пандемии COVID-19 | отменён из-за пандемии COVID-19 |
| 2022 | Инсбрук           | Юп Веннемарс                    | Кайо Вос                        | Тим Принс                       |
| 2023 | Инцелль           | Джордан Штольц                  | Тим Принс                       | Исса Гунджи                     |
| 2024 | Хатинохе          | Ку Кён Мин                      | Исса Гунджи                     | Финн Зоннекальб                 |
| 2025 | Коллальбо         | Финн Зоннекальб                 | Дидрик Энг Странд               | Джален Доан                     |

#### 1500 м
| Год  | Место             | Золото                          | Серебро                         | Бронза                          |
| ---- | ----------------- | ------------------------------- | ------------------------------- | ------------------------------- |
| 2009 | Закопане          | Пим Каземир                     | Роман Креч                      | Ян Дальдосси                    |
| 2010 | Москва            | Брайан Хансен                   | Кун Вервей                      | Антуан Желина-Больё             |
| 2011 | Сейняйоки         | Сверре Лунде Педерсен           | Ли Байлинь                      | Ховар Лорентсен                 |
| 2012 | Обихиро           | Сверре Лунде Педерсен           | Томас Крол                      | Ховар Лорентсен                 |
| 2013 | Коллальбо         | Со Джонсу                       | Дзюнъя Мива                     | Симен Шпилер Нильсен            |
| 2014 | Бьюгн             | Ян Фань                         | Кай Вербей                      | Патрик Руст                     |
| 2015 | Варшава           | Патрик Руст                     | Ким Минсок                      | Эмери Леман                     |
| 2016 | Чанчунь           | Ким Минсок                      | Бенджамин Доннелли              | Марсел Боскер                   |
| 2017 | Хельсинки         | Аллан Даль Йоханссон            | Крис Хёйзинга                   | Тайсон Лангелар                 |
| 2018 | Солт-Лейк-Сити    | Аллан Даль Йоханссон            | Давид Ла Ру                     | Ким Минсок                      |
| 2019 | Базельга-ди-Пине  | Чон Чжэ Вон                     | Сергей Логинов                  | Франческо Бетти                 |
| 2020 | Томашув-Мазовецки | Цубаса Харикава                 | Степан Чистяков                 | Чон Чжэ Вон                     |
| 2021 | Коллальбо         | отменён из-за пандемии COVID-19 | отменён из-за пандемии COVID-19 | отменён из-за пандемии COVID-19 |
| 2022 | Инсбрук           | Тим Принс                       | Юп Веннемарс                    | Эмил Педерсен Матре             |
| 2023 | Инцелль           | Джордан Штольц                  | Котаро Касахара                 | Ян Хо Джун                      |
| 2024 | Хатинохе          | Дидрик Энг Странд               | Финн Зоннекальб                 | Шимон Войтаковский              |
| 2025 | Коллальбо         | Финн Зоннекальб                 | Дидрик Энг Странд               | Методей Йилек                   |

#### 5000 м
| Год  | Место             | Золото                          | Серебро                         | Бронза                          |
| ---- | ----------------- | ------------------------------- | ------------------------------- | ------------------------------- |
| 2009 | Закопане          | Кун Вервей                      | Брайан Хансен                   | Джонатан Кук                    |
| 2010 | Москва            | Кун Вервей                      | Брайан Хансен                   | Антуан Желина-Больё             |
| 2011 | Сейняйоки         | Сверре Лунде Педерсен           | Кристиан Рейстад Фредриксен     | Симен Шпилер Нильсен            |
| 2012 | Обихиро           | Сверре Лунде Педерсен           | Симен Шпилер Нильсен            | Ким Чхоль Мин                   |
| 2013 | Коллальбо         | Эмери Леман                     | Андреа Джованнини               | Симен Шпилер Нильсен            |
| 2014 | Бьюгн             | Нильс ван дер Пул               | Патрик Руст                     | Эмери Леман                     |
| 2015 | Варшава           | Нильс ван дер Пул               | Патрик Руст                     | Эмери Леман                     |
| 2016 | Чанчунь           | Бенджамин Доннелли              | Ким Минсок                      | Крис Хёйзинга                   |
| 2017 | Хельсинки         | Крис Хёйзинга                   | Марвин Талсма                   | Грэм Фиш                        |
| 2018 | Солт-Лейк-Сити    | Чон Чжэ Вон                     | Аллан Даль Йоханссон            | Егор Школин                     |
| 2019 | Базельга-ди-Пине  | Лукас Манн                      | Хальгейр Энгебротен             | Данил Алдошкин                  |
| 2020 | Томашув-Мазовецки | Данил Алдошкин                  | Ивес Вергер                     | Кейси Доусон                    |
| 2021 | Коллальбо         | отменён из-за пандемии COVID-19 | отменён из-за пандемии COVID-19 | отменён из-за пандемии COVID-19 |
| 2022 | Инсбрук           | Сигурд Хенриксен                | Стейн Ван Де Бюнт               | Владимир Семирунний             |
| 2023 | Инцелль           | Сигурд Хенриксен                | Ремко Стам                      | Джордан Штольц                  |
| 2024 | Хатинохе          | Сигурд Хенриксен                | Методей Йилек                   | Дидрик Энг Странд               |
| 2025 | Коллальбо         | Методей Йилек                   | Тайга Сасаки                    | Сил Ван Дер Вен                 |

#### Командная гонка
|      | Место             | Золото                                                                                                   | Серебро                                                                                                  | Бронза                                                                    |
| ---- | ----------------- | --- | --- | ------------------------------------------------------------------------- |
| 2002 | Коллальбо         | Республика Корея · Ли Сынхван · Мун Джун · Ё Санъёп                                                      | Япония · Митихиро Ара · Синго Дои · Масаки Хирано                                                        | Нидерланды · Беорн Нейенхёйс · Ремко Олде Хёвел · Том Принсен             |
| 2003 | Kushiro           | Япония · Митихиро Ара · Синго Дои · Гэнки Мацуока                                                        | Нидерланды · Риан Кет · Арьен ван дер Кифт · Ремко Олде Хёвел                                            | Республика Корея · Ли Джонъу · Ли Сынхван · Ё Санъёп                      |
| 2004 | Розвилл           | Республика Корея · Ли Джинъу · Ли Джонъу · Ё Санъёп                                                      | Канада · Денни Моррисон · Франсуа-Оливье Роберж · Джастин Варсилевич                                     | Япония · Ясуюки Иимяма · Юя Сакаи · Кацунори Сато                         |
| 2005 | Сейняйоки         | Нидерланды · Михал Кате · Свен Крамер · Ваутер Олде Хёвел                                                | Канада · Денни Моррисон · Франсуа-Оливье Роберж · Джастин Варсилевич                                     | США · Майкл Блюмел · Пол Дайруд · Патрик Мик                              |
| 2006 | Эрфурт            | Нидерланды · Тед-Ян Блумен · Борис Кусмирак · Ваутер Олде Хёвел                                          | Республика Корея · Чхве Джин-ён · Мо Тхэбом · Ким Йонхо                                                  | Канада · Лукаш Маковски · Мэтью Маклин · Аарон Сэдлиер                    |
| 2007 | Инсбрук           | Нидерланды · Ян Блокхёйсен · Стевин Хилбрандс · Тим Рулофсен · Шурд де Врис                              | Германия · Алексей Баумгартнер · Патрик Беккерт · Эрик Раушенбах                                         | Республика Корея · Хон Сонгон · Ким Ёнхо · Мо Тхэ Бом                     |
| 2008 | Чанчунь           | Нидерланды · Ян Блокхёйсен · Том Схёйт · Кун Вервей · Берден де Врис                                     | Италия · Даниэле Берланда · Марко Чиньини · Ян Дальдосси                                                 | США · Лоренс Даккер · Брайан Хансен · Тревор Марсикано                    |
| 2009 | Закопане          | Нидерланды · Люкас ван Алфен · Пим Каземир · Кун Вервей                                                  | Германия · Патрик Беккерт · Губерт Хиршбихлер · Никлас Клейлинг                                          | США · Лоренс Даккер · Брайан Хансен · Джонатан Кук                        |
| 2010 | Москва            | Норвегия · Ховар Лорентсен · Симен Шпилер Нильсен · Сверре Лунде Педерсен                                | Республика Корея · Ха Хансон · Ким Уджин · Пак Сонмин                                                    | Нидерланды · Люкас ван Алфен · Франк Германс · Кун Вервей · Маурисе Вринд |
| 2011 | Сейняйоки         | Нидерланды · Франк Германс · Томас Крол · Арон Ромейн · Маурисе Вринд                                    | Норвегия · Кристиан Рейстад Фредериксен · Ховар Лорентсен · Симен Шпилер Нильсен · Сверре Лунде Педерсен | Япония · Дзюнъя Мива · Такуро Ода · Сёта Накамура · Сюнсукэ Накамура      |
| 2012 | Обихиро           | Норвегия · Кристиан Рейстад Фредериксен · Ховар Лорентсен · Симен Шпилер Нильсен · Сверре Лунде Педерсен | Республика Корея · Ким Чхоль Мин · Ким Джин Су · Ли Джин-ён                                              | Нидерланды · Йорьян Йоритсма · Томас Крол · Кай Вербей                    |
| 2013 | Коллальбо         | Италия · Андреа Джованнини · Андреа Стефани · Никола Тумолеро                                            | Республика Корея · Ким Ёнджин · Со Джонсу · Со Ханджэ                                                    | Япония · Дзюнъя Мива · Сёта Накамура · Масахито Обаяси                    |
| 2014 | Бьюгн             | Республика Корея · Ким Минсок · Пак Киун · Со Ханджэ                                                     | Япония · Сэйтаро Итинохэ · Сёя Огава · Шейн Уильямсон                                                    | Китай · Ян Фань · Лю Имин · Сюй Чэнлун                                    |
| 2015 | Варшава           | Нидерланды · Марсел Боскер · Весли Дейс · Патрик Руст                                                    | Республика Корея · Ким Минсок · О Хёнмин · Пак Киун                                                      | Япония · Рики Хаяси · Сэйтаро Итионэ · Аой Ёкояма                         |
| 2016 | Чанчунь           | Республика Корея · Ким Минсок · О Хёнмин · Пак Киун                                                      | Канада · Бенджамин Доннелли · Кристофер Фиола · Тайсон Лангелар                                          | Китай · У Юй · Чжан Чуан · Каханьбай Алмас                                |
| 2017 | Хельсинки         | Япония · Рики Хаяси · Рику Цутия · Аой Ёкояма                                                            | Нидерланды · Крис Хёйзинга · Теймен Снел · Марвин Талсма                                                 | Норвегия · Мариус Братли · Магнус Баккен Хаугли · Аллан Даль Йоханссон    |
| 2018 | Солт-Лейк-Сити    | Республика Корея · Ким Минсок · Ли До Хён · Чон Чжэ Ун                                                   | Япония · Рики Хаяси · Тайси Ямамото · Коки Такамисава                                                    | Россия · Сергей Логинов · Егор Школин · Александр Подольский              |
| 2019 | Базельга-ди-Пине  | Норвегия · Хальгейр Энгебротен · Тобиас Флёйтен · Исак Хойби                                             | Россия · Данил Алдошкин · Сергей Логинов · Степан Чистяков                                               | Нидерланды · Мерейн Схеперкамп · Ивес Вергер · Йорди ван Воркюм           |
| 2020 | Томашув-Мазовецки | Россия · Даниил Алдошкин · Павел Таран · Степан Чистяков                                                 | Япония · Мотонага Арито · Цубаса Харикава · Таё Морино                                                   | Нидерланды · Харм Виссер · Ивес Вергер · Ярле Герритс                     |
| 2021 | Коллальбо         | отменён из-за пандемии COVID-19                                                                          | отменён из-за пандемии COVID-19                                                                          | отменён из-за пандемии COVID-19                                           |
| 2022 | Инсбрук           | Япония · Сёму Сасаки · Котаро Касахара · Иссэй Мацумото                                                  | Нидерланды · Юп Веннемарс · Тим Принс · Стейн Ван Де Бюнт                                                | Норвегия · Сигурд Хенриксен · Эмил Педерсен Матре · Сондре Буэр Осебё     |
| 2023 | Инцелль           | Нидерланды · Сиймен Эгбертс · Тим Принс · Ремко Стам                                                     | Норвегия · Эмил Педерсен Матре · Сигурд Хенриксен · Дидрик Энг Стрэнд                                    | Япония · Со Кукухара · Сёму Сасаки · Котаро Касахара                      |
| 2024 | Хатинохе          | Канада · Лука Виман · Даниэл Холл · Макс Пулен                                                           | Норвегия · Финн Элиас Ханеберг · Сигурд Хенриксен · Дидрик Энг Стрэнд                                    | Япония · Такуми Мурашитa · Юта Фучигами · Тайки Сингай                    |
| 2025 | Коллальбо         | Япония · Сёму Сасаки · Тайга Сасаки · Тайки Сингай                                                       | Нидерланды · Сил Ван Дер Вен · Матс Бендейк · Мика Колдер                                                | Норвегия · Дидрик Энг Странд · Эйрик Андерсен · Филип Мёллер Нордаль      |

### Масс-старт
| Год  | Место             | Золото                          | Серебро                         | Бронза                          |
| ---- | ----------------- | ------------------------------- | ------------------------------- | ------------------------------- |
| 2015 | Варшава           | О Хёнмин                        | Марсел Боскер                   | Чжоу Бинь                       |
| 2016 | Чанчунь           | Ким Минсок                      | Кристофер Фиола                 | Бенджамин Доннелли              |
| 2017 | Хельсинки         | Крис Хёйзинга                   | О Хёнмин                        | Грэм Фиш                        |
| 2018 | Солт-Лейк-Сити    | Давид Ла Ру                     | Итан Сепуран                    | Ким Минсок                      |
| 2019 | Базельга-ди-Пине  | Габриэль Одор                   | Мерейн Схеперкамп               | Цубаса Харикава                 |
| 2020 | Томашув-Мазовецки | Цубаса Харикава                 | Габриэль Одор                   | Шин Джэ Ван                     |
| 2021 | Коллальбо         | отменён из-за пандемии COVID-19 | отменён из-за пандемии COVID-19 | отменён из-за пандемии COVID-19 |
| 2022 | Инсбрук           | Ян Хо Чжун                      | Кайо Вос                        | Иссэй Мацумото                  |
| 2023 | Инцелль           | Лукаш Стеклы                    | Дэниэл Холл                     | Джордан Штольц                  |
| 2024 | Хатинохе          | Юта Фучигами                    | Даниэль Холл                    | Тайки Сингай                    |
| 2025 | Коллальбо         | Методей Йилек                   | Сёму Сасаки                     | Уильям Силк                     |

### Командный спринт
| Год  | Место             | Золото                                                                     | Серебро                                                               | Бронза                                                            |
| ---- | ----------------- | -------------------------------------------------------------------------- | --------------------------------------------------------------------- | ----------------------------------------------------------------- |
| 2015 | Варшава           | Республика Корея · Ким Джонхо · Ким Минсок · Ян Сынъён                     | Норвегия · Магнус Кристенсен · Бьёрн Магнуссен · Хенрик Фагерли Рукке | Россия · Данила Бобырь · Михаил Казелин · Виктор Муштаков         |
| 2016 | Чанчунь           | Россия · Михаил Казелин · Виктор Муштаков · Александр Ткач                 | Китай · Гао Тинъюй · Каханьбай Алмас · Ян Тао                         | Беларусь · Евгений Болгов · Игнат Головатюк · Станислав Игнатенко |
| 2017 | Хельсинки         | Нидерланды · Ник Делстра · Тейс Говерс · Теймен Снел                       | Канада · Коннор Хоу · Давид Ла Ру · Тайсон Лангелаар                  | Германия · Оле Еске · Еремиас Маркс · Макс Редер                  |
| 2018 | Солт-Лейк-Сити    | Республика Корея · Пак Сон Хён · Ким Минсок · Чон Чжэ Ун                   | Германия · Оле Еске · Пауль Гальчински · Макс Редер                   | Россия · Сергей Логинов · Руслан Захаров · Александр Подольский   |
| 2019 | Базельга-ди-Пине  | Нидерланды · Янно Ботман · Мика ван Эссен · Мерейн Схеперкамп              | Республика Корея · Чо Сан Хёк · О Сан Хун · Пак Сон Хён               | Россия · Артём Арефьев · Сергей Логинов · Николай Трусов          |
| 2020 | Томашув-Мазовецки | Республика Корея · Чо Сан Хёк · О Сан Хун · Ли Бён Хон                     | Россия · Артём Арефьев · Степан Чистяков · Данил Алдошкин             | Нидерланды · Ярле Герритс · Кай ин'т Велд · Стефан Вестенбрук     |
| 2021 | Коллальбо         | отменён из-за пандемии COVID-19                                            | отменён из-за пандемии COVID-19                                       | отменён из-за пандемии COVID-19                                   |
| 2022 | Инсбрук           | Россия · Сергей Букуев · Никита Прошин · Всеволод Ятов                     | Испания · Александер Рессонико · Мануэль Тайбо · Ниль Льоп            | Республика Корея · Чан Со Джин · Ко Ын У · Чо Ён Джун             |
| 2023 | Инцелль           | США · Джонатан Тобон · Огги Герман · Джордан Штольц                        | Нидерланды · Сиймен Эгбертс · Дженнингс де Бу · Тим Принс             | Республика Корея · Джун Кю Да · Ку Кён Мин · Ян Хо Чжун           |
| 2024 | Хатинохе          | Норвегия · Финн Элиас Ханеберг · Миика Йохан Клевстуэн · Дидрик Энг Странд | Канада · Лука Виман · Джален Доан · Макс Полен                        | Польша · Каспер Абраткевич · Матеуш Сливка · Шимон Войтаковский   |
| 2025 | Коллальбо         | Норвегия · Дидрик Энг Странд · Арне Лернес · Миика Йохан Клевстуен         | Польша · Шимон Хостыньский · Миколай Беляс · Матеуш Сливка            | Германия · Леннарт Грабе · Лефенте Энгст · Финн Зоннекальб        |

## Смешанная эстафета
| Год  | Место     | Золото                                 | Серебро                                   | Бронза                              |
| ---- | --------- | -------------------------------------- | ----------------------------------------- | ----------------------------------- |
| 2025 | Коллальбо | Канада · Джулия Снелгров · Джален Доан | Германия · Софи Адеберг · Финн Зоннекальб | Япония · Сидзуко Окуаки · Сота Кубо |

## Рекорды чемпионатов

### Юноши
| Дистанция               | Результат | Спортсмен                                                  | Страна           | Чемпионат           | Дата            |
| ----------------------- | --------- | ---------------------------------------------------------- | ---------------- | ------------------- | --------------- |
| 500 м                   | 34,66     | Чон Чжэ Ун                                                 | Республика Корея | Солт-Лейк-Сити 2018 | 9 марта 2018    |
| 2×500 м                 | 71,120    | Лоран Дюбрёй                                               | Канада           | Обихиро 2012        | 2-3 марта 2012  |
| 1000 м                  | 1.07,76   | Коки Кубо                                                  | Япония           | Солт-Лейк-Сити 2018 | 10 марта 2018   |
| 1500 м                  | 1.43,62   | Аллан Даль Йоханссон                                       | Норвегия         | Солт-Лейк-Сити 2018 | 9 марта 2018    |
| 3000 м                  | 3.43,54   | Кун Вервей                                                 | Нидерланды       | Москва 2010         | 12 марта 2010   |
| 5000 м                  | 6.15,30   | Сигурд Хенриксен                                           | Норвегия         | Инцелль 2023        | 10 февраля 2023 |
| Малое многоборье        | 148,517   | Аллан Даль Йоханссон                                       | Норвегия         | Солт-Лейк-Сити 2018 | 9-10 марта 2018 |
| Командное преследование | 3.50,02   | Симен Шпилер Нильсен Сверре Лунде Педерсен Ховар Лорентсен | Норвегия         | Москва 2010         | 14 марта 2010   |